# Mabellina prescotti
Mabellina prescotti  (лат.) — вид пауков-скакунов из подсемейства Dendryphantinae, выделяемый в монотипный род Mabellina.
Длина тела взрослых особей — около 5 мм. Долгое время этих пауков считали эндемиками Панамы, но недавно представителей также обнаружили в Мексике (в штате Халиско).
Американский арахнолог Уэйн Мэдисон, отмечая, что этот вид не характеризуют морфологические синапоморфии подсемейства Dendryphantinae, тем не менее, предложил рассматривать его в составе этого таксона в связи со сходством формы тела. Более поздние исследования методами молекулярной филогенетики подтвердили эту точку зрения.